# Glashütte Original
Glashütte Original je nejznámější obchodní značka německého výrobce hodinek "Glashütter Uhrenbetrieb GmbH", sídlícího v saském městě Glashütte.

## Historie
Historie manufaktury sahá až do roku 1845, kdy založil Ferdinand Adolf Lange první hodinářský podnik. Kvůli uzavírání zdejších stříbrných dolů nezaměstnanost v oblasti neustále stoupala. Lange situaci využil, vzal si půjčku od saské vlády a aby přispěl ke zlepšení životních poměrů místních obyvatel, začal v Glashütte nabízet zdejším horníkům vyučení v oboru hodinářství. Tím započala ve městě nová éra prosperity.
Za druhé světové války byla produkce hodin rozšířena o válečnou produkci např. o výrobu rozbušek. Po válce byly veškeré podniky v Glashütte demontovány sovětskou okupační mocí.
Roku 1951 byly do té doby samostatné hodinářské podniky sloučeny ve státním velkopodniku "VEB Glashütter Uhrenbetriebe". Mezi nimi byly i nejvýznamnější podniky jako "UROFA", "UFAG" a "Lange & Söhne", které byly předtím už zestátněny. Velkopodnik měl za úkol zásobovat východní Německo hodinami všeho druhu. Později musel podnik zásobovat i další socialistické země, jež byly členy Rady vzájemné hospodářské pomoci. Nejznámější se stala produkce náramkových hodinek.
Po znovusjednocení Německa roku 1990 se stal z velkopodniku "VEB Glashütter Uhrenbetriebe" podnik "Glashütter Uhrenbetrieb GmbH" (s.r.o.). Poté začala firma s výrobou náramkových hodinek pod značkou "GUB" a "Glashütte Original".
Po roce 1994 rozšířili noví majitelé Heinz. W. Pfeifer a Alfred Wallner paletu produktů a zlepšili i jejich kvalitu. Kromě toho firma rozvíjela dál nové modely, např. s kalendářem či ukazatelem fází měsíce.

## Současnost
Společnost je známa svými kvalitními výrobky, jejichž všechny díly vyrábí sama. Od roku 2000 je společnost majetkem švýcarské hodinářské skupiny Swatch Group.